# Die Dame und das Weib

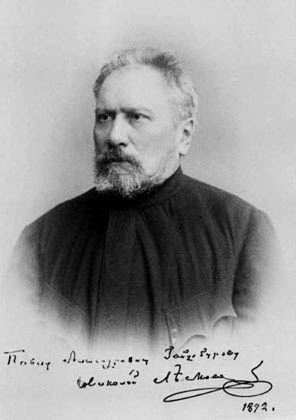
Nikolai Leskow im Jahr 1872

Die Dame und das Weib, auch Die Dame und das Frauenzimmer (russisch Дама и фефёла, Dama i fefjola), ist eine Erzählung des russischen Schriftstellers Nikolai Leskow, die 1894 im Dezemberheft der Moskauer Zeitschrift Russkaja Mysl erschien.

## Überblick
Erzählerisch wird die Lebensgeschichte des Weibes, das ist Prascha, in den Jahren 1865 bis 1887  in Sankt Petersburg geboten.
Daneben kann der Text als ein Stück Autobiographie gelesen werden: Leskow gibt zum Besten, wie er einem nicht beim Namen genannten Petersburger Schriftstellerfreund und dessen beiden Frauen – eben der Dame und dem Weib – in der Not hilft. Dabei kommt die Rede auf etliche schöpferisch tätige Petersburger wie Maler, Literaturkritiker, Verlagsmitarbeiter und Autoren.
Der auf Lesespaß Bedachte kommt auf seine Kosten. Leskow beschreibt zum Beispiel ein Wohnzimmer: „Bei dem Blinden war es ein wenig schmutzig, doch der sah ja nichts, …“.
Leskow betonte: „Meine letzten Werke über die russische Gesellschaft sind recht grausam ...“ und nennt neben Der Dame und dem Weib noch den Pferch und den Wintertag.

## Inhalt
Der um die 31-jährige schwächliche, kleine, nervöse Schriftstellerkollege des Erzählers hat mit seiner wesentlich älteren, großen, gebildeten, hässlichen, zänkischen Ehefrau einen zweijährigen Knaben. Die Frau – ein Drachen – gibt sich als Männerhasserin; will sich an der Unterjochung der Frau rächen. Als die Ehe dann konsequent auseinandergeht, schickt der Schriftsteller seinen Freund vor. Die Modalitäten der Trennung sollen ausgehandelt werden. Das geht gut, das heißt, die überaus garstige Frau ist zum gehörigen Kassieren bereit. Der Hausherr wird aus der Wohnung in der Nähe des Taurischen Gartens vertrieben. Nach der Trennung bleiben das Kind und sein ungebildetes, junges, blühendes Kindermädchen Prascha bei der Mutter. Als Prascha von der Erkrankung ihres Herrn erfährt, übergibt sie das Kleinkind der Mutter, geht zu dem Schriftsteller und pflegt ihn gesund. Beide verlieben sich ineinander. Im Jahr darauf bekommt Prascha von dem Schriftsteller ein Kind. Bald darauf kränkelt der Schriftsteller, siecht dahin und stirbt. Die gesetzliche Witwe bekommt alles und Prascha nichts.
Prascha geht zum Erzähler und bittet um seinen Rat. Der Erzähler hat keine Ersparnisse, gibt aber einen kleinen Geldbetrag.
Prascha führt mit ihrer zwölf Jahre älteren Tante Sinaida eine Wäscherei. Prascha heiratet einen Polen, den Buchhalter Aureliusz. Das Paar bekommt zwei Kinder; einen Jungen und ein Mädchen – Abramtschik und Pelagejitschka. Sinaida geht von Petersburg nach Kiew. Fünf Jahre später, der Sohn des Schriftstellers besucht das Gymnasium, meldet die inzwischen reichlich vierzig Jahre alte Sinaida die Geburt ihrer Zwillinge. Sinaida hat bereits von verschiedenen Männern mehrere – nun  schon beinahe erwachsene – Kinder.
Aureliusz verliert den Verstand, kommt ins Irrenhaus und stirbt. Nun muss der Schriftstellersohn die Wäscherechnungen schreiben. Der junge Mann studiert Medizin und wird Arzt.
Prascha sucht Sinaida in Kiew auf. Die Tante will Prascha mit einem Mönch verkuppeln. Prascha nimmt Reißaus, verkauft in Petersburg ihre Wäscherei und erwirbt von dem spärlichen Erlös ein bescheidenes Anwesen in Finnland. Dort wäscht und näht sie für Findelkinder.
Sinaida hat in Kiew den wohlhabenden Bettelgreis Schiefmaul geheiratet.
Der Kreis schließt sich: Als Sinaida erneut schreibt, ist sie verwitwet und in ein Kloster gegangen, dem als Priorin die hässliche Schriftstellerwitwe vorsteht. Die Priorin habe Prascha verziehen. Prascha gibt zurück, auch sie habe ihrer ehemaligen Herrin vergeben. Sinaida dringt in Prascha, sie möge doch in dieses Kloster einziehen – schon des eigenen Heils wegen. Prascha lehnt ab und stirbt in Finnland.

### Deutschsprachige Ausgaben
Verwendete Ausgabe:
- Die Dame und das Weib. Aus literarischen Erinnerungen. Deutsch von Wilhelm Plackmeyer. S. 397–447 in Eberhard Reißner (Hrsg.): Nikolai Leskow: Gesammelte Werke in Einzelbänden. Das Tal der Tränen. 587 Seiten. Rütten & Loening, Berlin 1973 (1. Aufl.)

### Sekundärliteratur
- Vsevolod Setschkareff: N. S. Leskov. Sein Leben und sein Werk. 170 Seiten. Verlag Otto Harrassowitz, Wiesbaden 1959